# Byun Sang-il
Byun Sang-il (변상일?, 卞相壹?, Byeon Sang-ilLR, Pyŏn Sang-ilMR; [pjʌ̹n sʰa̠ŋ iɭ]; Jinju, 14 gennaio 1997) è un goista sudcoreano. La sua posizione più alta è stata la numero due nella classifica ufficiale dei giocatori coreani della Korea Baduk Association, raggiunta nel 2022. A settembre 2023 è il numero tre tra i giocatori coreani.

## Biografia
Ha studiato Go con il professionista 9-dan Moon Myeong-geun, prima di trasferirsi a Seul nel 2007 per approfondire il Go. Qui ha frequentato prima il baduk dojang di Lee Se-dol e poi il Golden Bell Baduk Dojang. Ha ottenuto il grado di professionista 1 dan nel gennaio 2012, quando aveva 15 anni. Dopo sei mesi, era già stato promosso 2 dan.
Nel 2014 raggiunge la fase finale della trentatreesima edizione della KBS Cup, e viene promosso 3 dan.
Nel 2015 accede al torneo preliminare per la diciassettesima edizione della Nongshim Cup ed è promosso 4 dan. Nel 2016 è promosso 5 dan.
Nel 2017 ha perso la finale della quarta Globis Cup contro il connazionale Shin Jin-seo. È promosso 7 dan.
Nel 2018 ha portato la sua squadra Posco Chemtech a vincere la Korean Baduk League ed è stato nominato miglior giocatore del campionato. Il suo record è stato di 10 vittorie e 4 sconfitte nelle partite del campionato regolare e 2 vittorie nella fase finale. Ottiene la promozione a 8 dan, e successivamente quella a 9 dan.
Ha vinto il Kuksu Mountains International Baduk Championship nel 2021, sconfiggendo Shin Jinseo nel turno finale. Shin l'ha però sconfitto per 2-1 nella finale per il Myungin di quello stesso anno. Nel 2022 ha vinto anche la Crown Haitai Cup, un torneo per giocatori sotto i 25 anni.
Nel luglio 2023 ha vinto un importante campionato internazionale, la Chunlan Cup, con una vittoria per 2-0 sul cinese Li Xuanhao in finale. Successivamente, quello stesso mese, ha vinto per la prima volta la GS Caltex Cup coreana, sconfiggendo Choi Jeong, dopo essersi classificato secondo nei due anni precedenti. Ha partecipato alla stagione 2022-23 della Korean Baduk League, classificandosi secondo con la squadra della Jeongkwanjang Cheonnok, ottenendo 17 vittorie e 9 sconfitte. È stato selezionato come membro della squadra sudcoreana di go ai XIX Giochi asiatici del 2023, dove ha partecipato alla competizione maschile a squadre insieme a Kim Myeong-hun, Park Jung-hwan, Shin Jin-seo, Shin Min-jun e Lee Ji-hyun. Nel torneo preliminare la squadra sudcoreana ha ottenuto sei vittorie in sei incontri; Byun ha vinto 5 incontri, tra cui quelli contro il taiwanese Xu Haohong (medaglia d'oro nell'individuale) e il giapponese Seki Kotaro, mentre è stato sconfitto dal cinese Zhao Chenyu. Nella semifinale, la Corea del Sud ha vinto 5-0 contro il Giappone: Byun ha sconfitto nuovamente Seki Kotaro. Nella finale per la medaglia d'oro tra Cina e Corea del Sud, Byun ha perso contro Li Qincheng; malgrado ciò, la Corea del Sud ha vinto 4-1 e ha conquistato la medaglia d'oro, che garantisce ai vincitori l'esenzione dal servizio militare nelle forze armate sudcoreane.
Nel dicembre 2023 ha perso per 0-2 la finale della 46ª edizione del Myungin, sconfitto da Shin Jin-seo.
Nel gennaio 2024 ha perso per 0-2 la finale della 28ª edizione della LG Cup, sconfitto dal connazionale Shin Jin-seo.
A gennaio 2025 ha vinto la 29ª edizione della LG Cup contro il cinese Ke Jie. La finale, al meglio dei tre incontri, si è conclusa in modo estremamente controverso, e Byun è stato dichiarato campione nonostante non abbia mai sconfitto il suo avversario: il risultato della finale è infatti stato influenzato dall’applicazione di regole sudcoreane introdotte nel corso dell'evento, che hanno fatto perdere a Ke la seconda partita per squalifica e la terza per forfait.

## Palmarès
| Nazionali           | Nazionali | Nazionali      |
| Titolo              | Vittorie  | Secondi posti  |
| ------------------- | --------- | -------------- |
| Crown Haitai Cup    | 1 (2022)  |                |
| GS Caltex Cup       | 1 (2023)  | 2 (2021, 2022) |
| Myungin             |           | 2 (2021, 2023) |
| Korean Baduk League |           | 1 (2023)       |
| Internazionali      |           |                |
| Titolo              | Vittorie  | Secondi posti  |
| Globis Cup          |           | 1 (2017)       |
| Chunlan Cup         | 1 (2023)  |                |
| Kuksu Mountains     | 1 (2021)  | 1 (2022)       |
| Coppa LG            | 1 (2025)  | 1 (2024)       |
| Totale              | 5         | 8              |